# Пшеничный, Иван Васильевич
Иван Васильевич Пшеничный — советский военный деятель, генерал-майор.

## Биография
Родился в 1923 году в селе Цибулево. Член КПСС.
Участник Великой Отечественной войны: командир взвода 57-мм пушек противотанковой батареи 334-го гвардейского стрелкового полка 120-й гвардейской Краснознаменной стрелковой дивизии
После Великой Отечественной войны — офицер войск РВСН.
Лауреат Ленинской премии (неопубликованным Указом). Делегат XXII съезда КПСС.
Умер в 1992 году.

## Награды
- Орден Отечественной войны I степени (19.09.1944, 06.04.1985)
- Орден Отечественной войны II степени (04.04.1945)
- Орден Трудового Красного Знамени (1982)
- Орден Красной Звезды (26.04.1944, 1963, 1967)
- Орден За службу Родине в Вооружённых Силах СССР 3 степени
- Медаль «За боевые заслуги»